# 중소 우호 동맹 조약
중소 우호 동맹 조약(중국어: 中苏友好同盟互助条约, 병음: Zhōng-Sū Yǒuhǎo Tóngméng Hùzhù Tiáoyuè)은 1945년 8월 14일 중화민국과 소비에트 연방 사이에 체결한 조약이다. 이 협정으로 중화민국은 실효지배하는 경계를 기준으로 외몽골의 독립을 주민투표에서 독립 의견이 많으면 승인하기로 약속하였고, 소비에트 연방은 국공 내전에 개입하지 않을 것을 천명하였으며 중국 국민당과 협력할 것을 약속하였다. 1945년 10월 20일 1945년 몽골 독립 국민투표의 투표자 전원 독립 찬성 결과에 따라 1946년 1월 중화민국은 몽골의 독립을 승인했다. 그러나 국공 내전이 심화됨에 따라 중소 관계는 악화되었으며, 소비에트 연방이 중화인민공화국을 승인함으로써 양국 관계는 파국을 맞았다.
중화민국과 소비에트 연방은 1949년 10월 3일 최종적으로 단교하였다. 소비에트 연방은 이후 유엔 총회 결의 제2758호에서 중화인민공화국의 유엔 가입을 지지하였다.

## 같이 보기
- 중소조약 (1924년)
- 중소 우호 동맹 상호 원조 조약 - 중화인민공화국과 소련이 맺은 비슷한 형식의 협정